# Harry Ayres
Harold "Harry" Ayres (sinh ra ở Redcar, 10 tháng 3 năm 1920, mất ngày 5 tháng 3 năm 2002) là một cầu thủ bóng đá người Anh.  Các câu lạc bộ đã thi đấu bao gồm Fulham, và Gillingham,  và có tổng cộng hơn 130 lần ra sân tại Football League.